# Janusz Gaładyk
Jan Franciszek Gaładyk (ur. 3 października 1898 w Warszawie, zm. 18 lipca 1947 tamże) – pułkownik dyplomowany piechoty Wojska Polskiego. Walczył w Legionach Polskich, w kampanii wrześniowej i w I Korpusie PSZ. Odznaczony m.in. Virtuti Militari.

## Życiorys
Urodził się 3 października 1898 w Warszawie, w rodzinie Franciszka i Marii z Góreckich. W 1914 ukończył Gimnazjum im. Stanisława Staszica w Warszawie, następnie studiował na Politechnice Warszawskiej. Od 3 listopada 1913 był członkiem Polskich Drużyn Strzeleckich. Od 6 sierpnia 1914 walczył w Legionach Polskich. Był oficerem 5 pułku piechoty Legionów Polskich, dowódcą plutonu. Był w tym okresie trzykrotnie ranny. 22 lipca 1917, po kryzysie przysięgowym, został internowany w Beniaminowie. Od 6 sierpnia do 11 listopada 1918 działał w Polskiej Organizacji Wojskowej.
Do Wojska Polskiego wstąpił 11 listopada 1918, w którym był do 1 lutego 1919 w I Oddziale Sztabu Generalnego oficerem do zleceń, a następnie od 1 lutego do 10 grudnia tego samego roku referentem w Biurze Wywiadowczym II Oddziału Naczelnego Dowództwa. Od kwietnia do lipca 1920 szef Oddziału II Sztabu 3 Armii, a dalej od lipca do grudnia dowódca batalionu w 201 Ochotniczym pułku piechoty.
Ukończył kurs w Doświadczalnym Centrum Wyszkolenia w Rembertowie w okresie od 5 grudnia 1920 do 9 maja 1921, a następnie II kurs uzupełniający dla oficerów innych rodzajów broni przy Szkole Podchorążych Artylerii w Poznaniu (z 5 lokatą) od 1 czerwca do 1 października 1921. Po ukończeniu kursów otrzymał przydział do 5 pułku piechoty Legionów, w którym pełnił służbę od listopada 1921 do marca 1922, nie otrzymując żadnej funkcji. Dowódca III batalionu 79 pułku piechoty w Słonimiu od kwietnia 1922 do października 1923.
31 października 1923 został powołany do Wyższej Szkoły Wojennej w Warszawie, w charakterze słuchacza IV Kursu Normalnego. 1 października 1925, po ukończeniu kursu i otrzymaniu dyplomu naukowego oficera Sztabu Generalnego, został przydzielony do Inspektoratu Armii Nr 1 na stanowisko referenta. 14 października 1926 został przydzielony do Generalnego Inspektoratu Sił Zbrojnych na stanowisko II oficera sztabu inspektora armii generała dywizji Edwarda Śmigłego-Rydza. 4 listopada 1927 został dyrektorem nauk Oficerskiej Szkoły Piechoty (od 9 sierpnia 1928 – Szkoła Podchorążych Piechoty) w Komorowie. W lipcu 1929 został przeniesiony z Biura Ogólno-Organizacyjnego Ministerstwa Spraw Wojskowych w Warszawie do dowództwa 29 Dywizji Piechoty w Grodnie na stanowisko szefa sztabu. Od 3 listopada 1931 dowodził II batalionem 6 pułku strzelców podhalańskich detaszowanym w Drohobyczu. Od 10 lipca 1933 pełnił służbę na stanowisku zastępcy dowódcy 18 pułku piechoty w Skierniewicach. 23 maja 1934 został przeniesiony na identyczne stanowisko do 76 pułku piechoty w Grodnie. Od 5 listopada 1935 do maja 1939 dowodził pułkiem KOP „Wilejka”. Wiceprezes Okręgu Wileńskiego Towarzystwa Rozwoju Ziem Wschodnich w 1939.
W czasie kampanii wrześniowej dowodził 1 Brygadą Górską Strzelców do 6 września. Uniknął niewoli po walkach wrześniowych i działał w konspiracji. Mianowany komendantem Związku Walki Zbrojnej w Wilnie. Stanowiska nie objął. 11 listopada 1939 aresztowany na przejściu granicznym litewsko – białoruskim przez władze radzieckie. Do lipca 1941 przebywał w więzieniu, a po uwolnieniu służył w Polskich Siłach Zbrojnych w Związku Socjalistycznych Republik Radzieckich, gdzie był komendantem Ośrodka Zapasowego Armii w Tockoje i Kołtubance do 10 października 1941, a następnie do 22 marca 1942 był zastępcą dowódcy 8 Dywizji Piechoty. Od 23 marca 1942 zastępował dowódcę 7 Dywizji Piechoty. Urlopowany na okres dwóch lat, przebywał na terenie Palestyny. Następnie służył w I Korpusie. 17 czerwca 1946 powrócił do kraju, a 18 lipca 1947 zmarł w Szpitalu Wojskowym w Warszawie na ul. Koszykowej 78 (wg świadectwa zgonu nr 9994/1 z lipca 1947 i księgi cmentarnej cmentarza Wojskowego na Powązkach). Pochowany na cmentarzu Wojskowym na Powązkach w Warszawie (kwatera B 28 WOJ-5-30).

Przełożył i opatrzył wstępem dwa pierwsze polskie wydania In Stahlgewittern Ernsta Jüngera (Książę piechoty / (w nawałnicy żelaza) (dwa wydania 1935 i 1938, wyd. Wojskowy Instytut Naukowo-Oświatowy). Autor Kulis Powstania Warszawskiego (1946 wyd. KC PPR, wznowione 2014 wyd. Wydawnictwo Zaułek). 

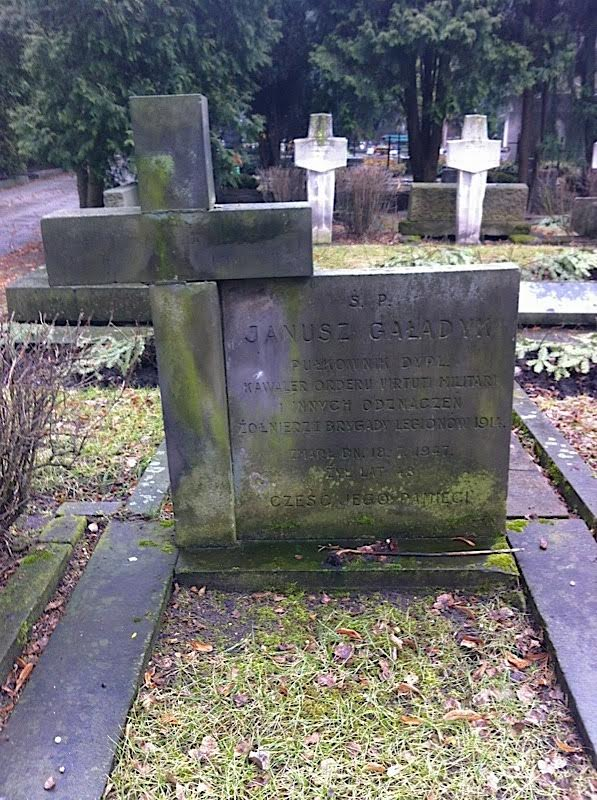
Grób Janusza Gaładyka na cmentarzu Wojskowym na Powązkach

## Awanse
- chorąży – 1 kwietnia 1917[20]
- porucznik – 1918
- kapitan – 1919
- major – 1 grudnia 1924 ze starszeństwem z dniem 15 sierpnia 1924
- podpułkownik – 1933
- pułkownik – 1939

## Ordery i odznaczenia
- Krzyż Srebrny Orderu Wojskowego Virtuti Militari nr 4530 (1922)[21]
- Krzyż Niepodległości (20 stycznia 1931)[22]
- Krzyż Kawalerski Orderu Odrodzenia Polski (11 listopada 1937)[23]
- Krzyż Walecznych (czterokrotnie)
- Złoty Krzyż Zasługi (10 listopada 1928)[24]
- Krzyż Zasługi Wojsk Litwy Środkowej[25]
- Srebrny Wawrzyn Akademicki (5 listopada 1938)[26]
- Brązowy Medal za Długoletnią Służbę[a]
- Odznaka za Rany i Kontuzje (trzykrotnie)
- Odznaka Pamiątkowa Generalnego Inspektora Sił Zbrojnych (12 maja 1936)
- Odznaka 76 Lidzkiego Pułku Piechoty